# Адорјан
Адорјан (мађ. Adorján, стари српски назив Надрљан) је насеље у општини Кањижа, у Севернобанатском округу, у Србији. Према попису из 2022. има 792 становника (према попису из 2002. било је 1128 становника).
Адорјан је један од најстаријих насеља Бачке које се помиње већ 1198. године под називом Adryan.

## Историја
Адорјан — је један од најстаријих насеља целе Бачке које се по најновијим истраживањима спомиње већ 1198. године у једном писаном документу под називом Adryan у Бодрошкој жупанији Поред Тисе. Према томе је славило 800. годишњицу. Ово насеље се састојало у средњем веку од два села: од Горњег и Доњег Адорјана. Из 1271. године имао још једну повељу, а из 1331. године и детаљан опис границе поседа. 1406. године Адорјан добија дозволу за одржавање недељних пијаца. У ово време је имао и више манастира (Свети Мартин), Свети Ђорђе и Свети Никола и манастир Богородице).
Почетком турске владавине се становништво разбежало, али за кратко време је поново настањено. Касније опустошени хатар села је прикључен Кањижи.
Адорјан је аграрно село. Становништво се бави гајењем дувана, паприке, житарица. У целој Војводини је добро познат адорјански дуван. Активно становништво се већином бави са земљорадњом или је запослено у Кањижи, Сенти итд. Село има месну заједницу, школу до 4 разреда основне школе.
- Католичка црква

Садашње село је старо око сто педесет година. Кањишка црквена управа је 1858. године подигла малу цркву у близини Тисе, где је већ било концентрисано око 60 кућа. Око цркве су се формирале улице које се од централног трга разилазе према западу, југу и истоку. 1884. године већ има осам улица. У овом веку је још изграђено више улица, најкасније улица Арањ Јаноша.
Овде се налази ФК Тиса Адорјан.

## Галерија
- Истурено одељење ОШ Јован Јовановић Змај из Кањиже у Адорјану
- Део путоказа
- Главна улица у Адорјану
- Путоказ
- Распеће Исуса Христа

## Демографија
У насељу Адорјан живи 843 пунолетна становника, а просечна старост становништва износи 37,4 година (36,2 код мушкараца и 38,7 код жена). У насељу има 408 домаћинстава, а просечан број чланова по домаћинству је 2,76.
Ово насеље је углавном насељено Мађарима (према попису из 2002. године), а у последња три пописа, примећен је пад у броју становника.
|             | \| Демографија[2] \| Демографија[2] \| Демографија[2] \| \| Година \| Становника \| Становника \| \| -------------- \| -------------- \| -------------- \| \| 1948. \| 1.542 \| \| \| 1953. \| 1.504 \| \| \| 1961. \| 1.335 \| \| \| 1971. \| 1.236 \| \| \| 1981. \| 1.203 \| \| \| 1991. \| 1.158 \| 1.156 \| \| 2002. \| 1.128 \| 1.152 \| \| 2011. \| 1.037 \| \| |            |
| Демографија | |            |
| Година      | Становника | Становника |
| 1948.       | 1.542 |            |
| 1953.       | 1.504 |            |
| 1961.       | 1.335 |            |
| 1971.       | 1.236 |            |
| 1981.       | 1.203 |            |
| 1991.       | 1.158 | 1.156      |
| 2002.       | 1.128 | 1.152      |
| 2011.       | 1.037 |            |

| Етнички састав према попису из 2002.‍ | Етнички састав према попису из 2002.‍ | Етнички састав према попису из 2002.‍ | Етнички састав према попису из 2002.‍ | Етнички састав према попису из 2002.‍ |
| ------------------------------------ | ------------------------------------ | ------------------------------------ | ------------------------------------ | ------------------------------------ |
|                                      |                                      |                                      |                                      |                                      |
| Мађари                               | Мађари                               |                                      | 845                                  | 74,91%                               |
| Румуни                               | Румуни                               |                                      | 191                                  | 16,93%                               |
| Роми                                 | Роми                                 |                                      | 57                                   | 5,05%                                |
| Срби                                 | Срби                                 |                                      | 5                                    | 0,44%                                |
| Украјинци                            | Украјинци                            |                                      | 2                                    | 0,17%                                |
| Муслимани                            | Муслимани                            |                                      | 1                                    | 0,08%                                |
| Југословени                          | Југословени                          |                                      | 1                                    | 0,08%                                |
| непознато                            | непознато                            |                                      | 0                                    | 0,0%                                 |

| Година пописа     | 1948. | 1953. | 1961. | 1971. | 1981. | 1991. | 2002. |
| ----------------- | ----- | ----- | ----- | ----- | ----- | ----- | ----- |
| Број домаћинстава | 419   | 420   | 424   | 423   | 412   | 430   | 408   |

| Број чланова      | 1  | 2   | 3  | 4  | 5  | 6 | 7 | 8 | 9 | 10 и више | Просек |
| ----------------- | -- | --- | -- | -- | -- | - | - | - | - | --------- | ------ |
| Број домаћинстава | 90 | 111 | 76 | 89 | 31 | 6 | 2 | 2 | 1 | 0         | 2,76   |

| Пол    | Укупно | Неожењен/Неудата | Ожењен/Удата | Удовац/Удовица | Разведен/Разведена | Непознато |
| ------ | ------ | ---------------- | ------------ | -------------- | ------------------ | --------- |
| Мушки  | 454    | 132              | 283          | 21             | 17                 | 1         |
| Женски | 437    | 63               | 288          | 71             | 14                 | 1         |
| УКУПНО | 891    | 195              | 571          | 92             | 31                 | 2         |

| Пол    | Укупно                    | Пољопривреда, лов и шумарство | Рибарство                            | Вађење руде и камена | Прерађивачка индустрија       |
| ------ | ------------------------- | ----------------------------- | ------------------------------------ | -------------------- | ----------------------------- |
| Мушки  | 289                       | 144                           | 5                                    | 11                   | 65                            |
| Женски | 136                       | 93                            | 1                                    | 0                    | 14                            |
| УКУПНО | 425                       | 237                           | 6                                    | 11                   | 79                            |
| Пол    | Производња и снабдевање   | Грађевинарство                | Трговина                             | Хотели и ресторани   | Саобраћај, складиштење и везе |
| Мушки  | 2                         | 10                            | 13                                   | 1                    | 5                             |
| Женски | 0                         | 0                             | 8                                    | 4                    | 0                             |
| УКУПНО | 2                         | 10                            | 21                                   | 5                    | 5                             |
| Пол    | Финансијско посредовање   | Некретнине                    | Државна управа и одбрана             | Образовање           | Здравствени и социјални рад   |
| Мушки  | 0                         | 1                             | 3                                    | 0                    | 1                             |
| Женски | 0                         | 0                             | 1                                    | 5                    | 10                            |
| УКУПНО | 0                         | 1                             | 4                                    | 5                    | 11                            |
| Пол    | Остале услужне активности | Приватна домаћинства          | Екстериторијалне организације и тела | Непознато            | Непознато                     |
| Мушки  | 27                        | 0                             | 1                                    | 0                    | 0                             |
| Женски | 0                         | 0                             | 0                                    | 0                    | 0                             |
| УКУПНО | 27                        | 0                             | 1                                    | 0                    | 0                             |